# ژرف‌چراغ‌چهره‌ها
ژرف‌چراغ‌چهره‌ها (نام علمی: Bathylychnops) نام یک سرده از تیره چشم‌بشکه‌ای است.